# Amphithectus opacus

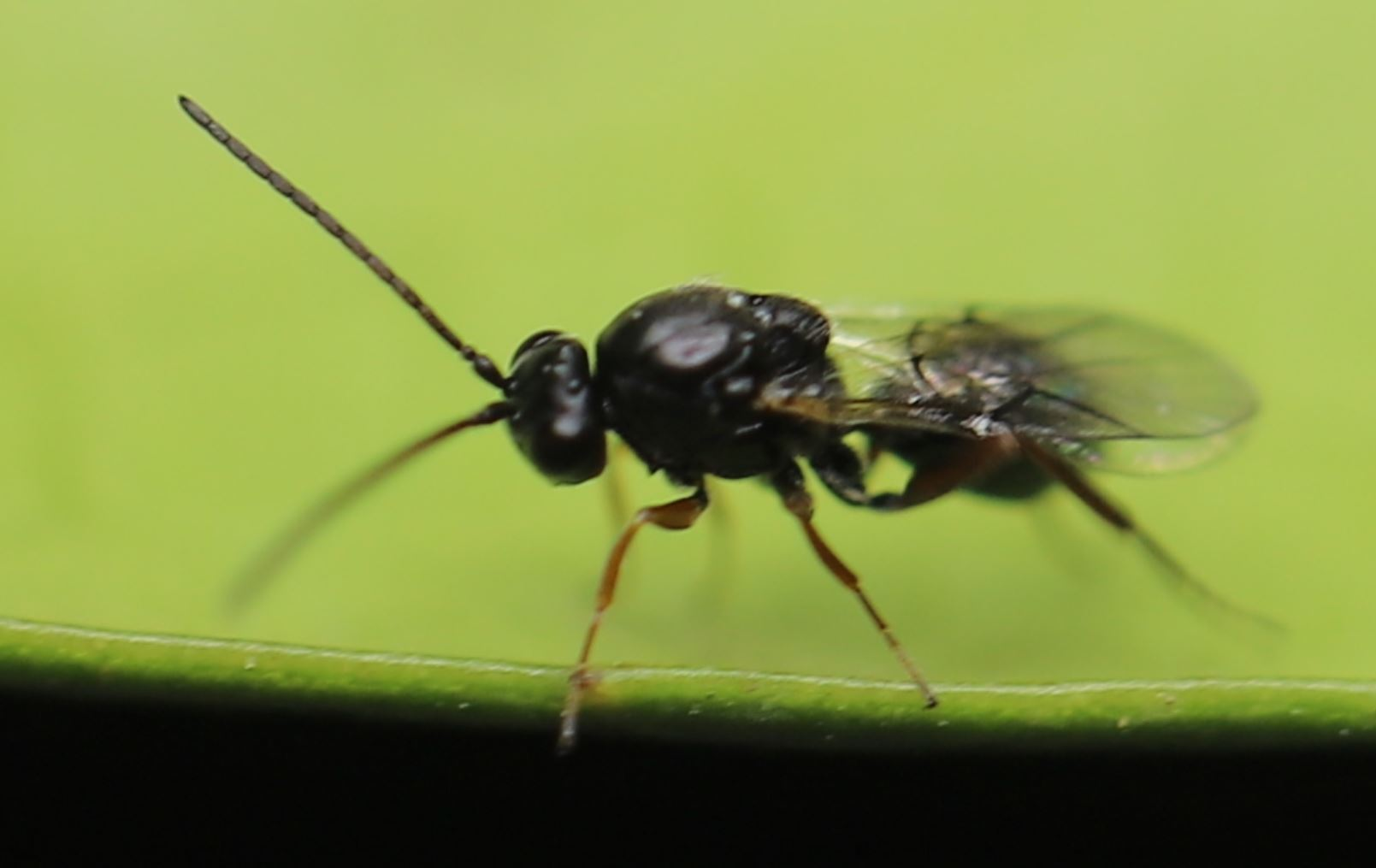

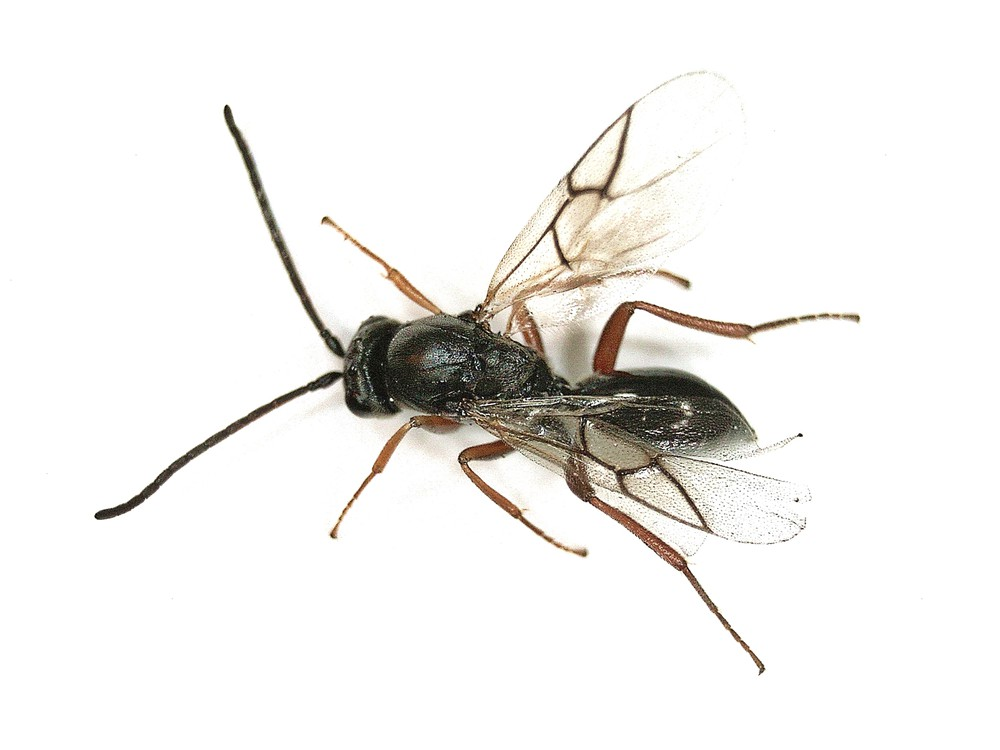

Amphithectus opacus ist ein Hautflügler aus der Unterfamilie der Figitinae innerhalb der Figitidae.

## Taxonomie
In den letzten Jahren wurden von mehreren Autoren taxonomische Revisionen durchgeführt. Dabei wurde die Art in eine andere Gattung verschoben und mit weiteren beschriebenen Arten synonymisiert. Derzeit ist der gültige wissenschaftliche Name Amphithectus opacus. Synonyme von Amphithectus opacus sind:
- Amblynotus microcerus Kieffer, 1903
- Amblynotus opacus (Thomson, 1862)
- Amphithectus austriacus (Tavares, 1928)
- Amphithectus coriaceous Paretas-Martinez & Pujade-Villar, 2013
- Melanips microcerus (Kieffer, 1903)
- Sarothrus opacus Thomson, 1862
- Setineria austriaca Tavares, 1928

## Merkmale
Die Männchen erreichen eine Länge von 4 mm, die Weibchen sind gewöhnlich 4–5 mm lang. Die Hautflügler sind dunkelbraun bis schwarz gefärbt. Das gewölbte, konvexe Mesosoma weist meist eine matte und lederartige Oberfläche mit einer charakteristischen Mikroskulptur auf. Die Beinfärbung ist variabel und reicht von vollständig verdunkelt bis vollständig (hell) rötlich. Der Kopf der Hautflügler ist relativ breit. Die Hautflügler besitzen eine charakteristische Aderung der Vorderflügel. 

## Ähnliche Arten
Die verwandte Art Amphithectus areolatus ist gewöhnlich dunkler als Amphithectus opacus und unterscheidet sich bezüglich der Flugzeiten und des Wirtsspektrums.

## Verbreitung
Amphithectus opacus ist in der Paläarktis verbreitet. Die Art kommt in Mittel- und Nordeuropa (Fennoskandinavien) vor. Weitere Funde in Asien, wie in der südchinesischen Provinz Yunnan, werden möglicherweise ebenfalls der Art zugeordnet.

## Lebensweise
Amphithectus opacus ist ein koinobionter Parasitoid der Gattung Strobilomyia aus der Familie der Blumenfliegen (Anthomyiidae). Die Strobilomyia-Fliegenlarven minieren die Zapfen von Lärchen und Fichten. Die Weibchen von Amphithectus opacus belegen im Frühsommer die Fliegenlarven mit ihren Eiern. Diese entwickeln sich im Innern ihrer Wirtslarve, ohne diese anfangs zu schädigen. Die Fliegenlarven verlassen im Herbst die Zapfen, um sich auf dem Boden in der Spreuschicht zu verpuppen und dort zu überwintern. Im Frühjahr, von März bis Juni, schlüpfen aus den Puppen der parasitierten Fliegenlarven die Imagines von Amphithectus opacus.